# James Chanos
James Steven Chanos (né le 24 décembre 1958 à Milwaukee (Wisconsin)) est un financier américain, gérant du hedge fund Kynikos Associates. Son fonds d'investissement est spécialisé dans la vente à découvert. Il s'est fait connaître en 2001 pour avoir vendu à découvert de façon importante la société Enron.

## Biographie
James Chanos est né en 1958 de parents d'origine grecque. Il est diplômé de Yale en 1980. Sa technique d'investissement consiste à analyser en détail les comptes de sociétés cotées en Bourse. Si la comptabilité présente des failles, comme par exemple des pertes que la société essaie de minimiser, Chanos vendra à découvert cette société, n'hésitant pas à détenir ses actions pendant une durée longue. Ainsi, ses investissements sont perçus comme un signal d'alerte.
En octobre 2000, il commença à étudier sérieusement les comptes d'Enron. Il était intrigué par une de leurs méthodes de comptabilité, le mark-to-model, qui utilisait un modèle financier pour estimer le prix d'actifs de la société, plutôt que d'utiliser les prix de marché. Cette méthode permet de sous-estimer les pertes liées à des actifs dont la valeur de marché a baissé. Même avec cette comptabilité, la profitabilité d'Enron était relativement faible (6-7 %), ce qui poussa Chanos à vendre à découvert l'action de cette société. Le cours de l'action chuta de 60 $ à 1 $ en l'espace d'un an et demi. James Chanos devint célèbre pour avoir fait partie du faible nombre d'investisseurs à avoir prévu les difficultés d'Enron.
Il a récemment estimé que l'économie chinoise était en surchauffe et qu'il y avait un risque d'éclatement d'une bulle spéculative, en estimant notamment que le prix de l'immobilier d'entreprise était largement surévalué.